# 아에로수르
아에로수르(영어: AeroSur)는 볼리비아의 항공사이다. 본사는 볼리비아 산타크루스데라시에라에 위치해 있으며, 볼리비아의 최대 규모의 항공사로 허브 공항은 비루비루 국제공항이 있다.

## 역사
1992년에 설립되어 같은 해 8월 24일에 산타크루스데라시에라와 포토시 사이에 최초로 운항을 했다. 이전에 볼리비아의 국내선 사업은 LAB 항공에 독점했으나 볼리비아 항공의 규제 완화에 의해 항공 사업에 뛰어 들었다. 2000년대에 들면서 보잉 기종을 도입했으며 2007년에 볼리비아의 항공사였던 로리드 아비오가 파산하면서 볼리비아의 최대 규모의 항공사로 성장하게 되었다.
2008년 10월에 파라과이에 아에로수르 파라과이라는 항공사를 설립할 예정이었으나 2009년 중순으로 연기와 동시에 파라과이 정부가 승인을 보류하면서 설립이 무기한 연기되고 말았다. 하지만 지속적인 경영난으로 인해 2012년 5월 21일에 회사 폐업과 동시에 운항이 중단되고 말았다.

## 운항 노선
- 2012년 4월 당시 아에로수르는 다음과 같은 노선을 운항했다.

## 보유 기종
- 2012년 4월 당시 아에로수르는 다음과 같은 기종을 보유 했으며 현재 임대한 기종은 모두 반납되어 더 이상 운항하지 않는다.[1][2]

## 사진

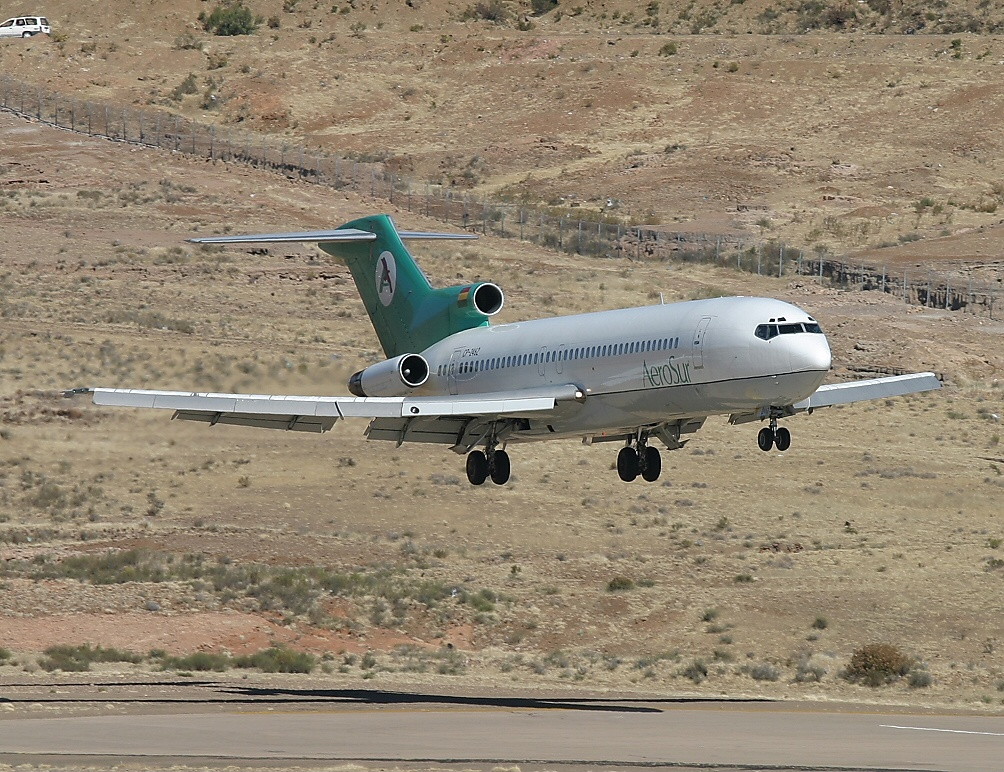
아에로수르의 보잉 727-200ADV
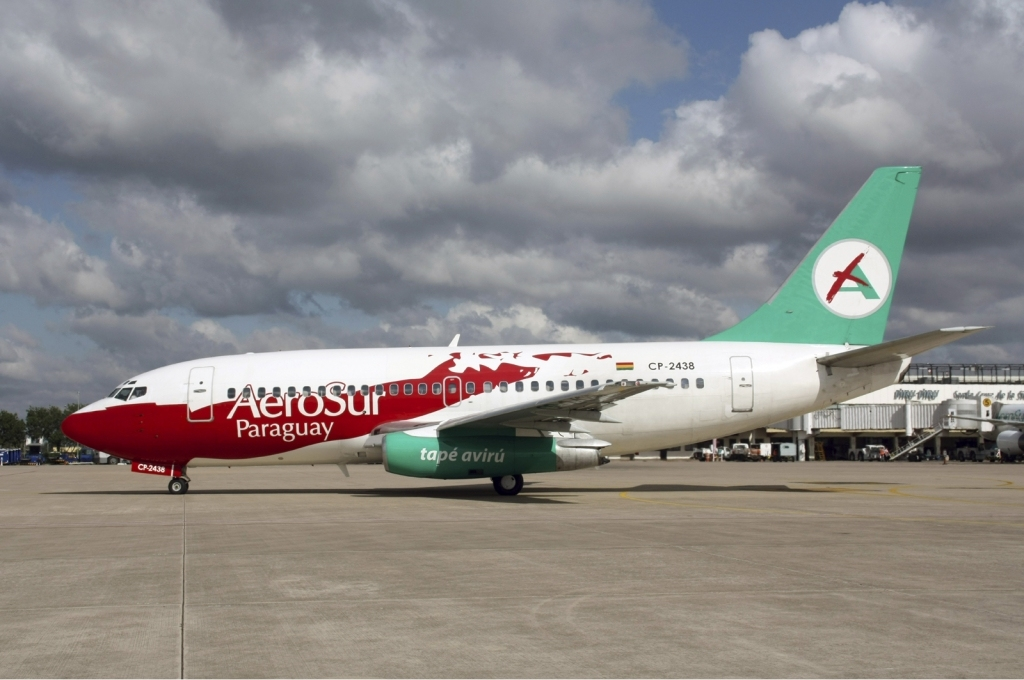
아에로수르의 보잉 737-200
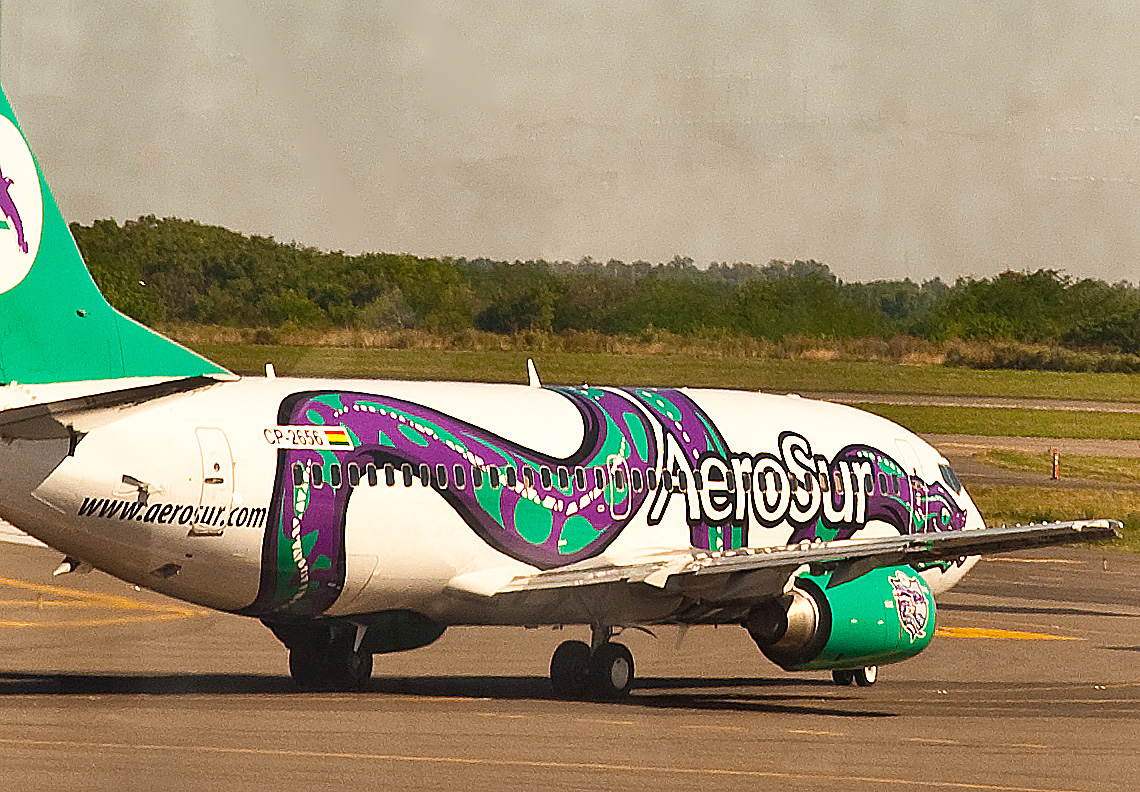
아에로수르의 보잉 737-300
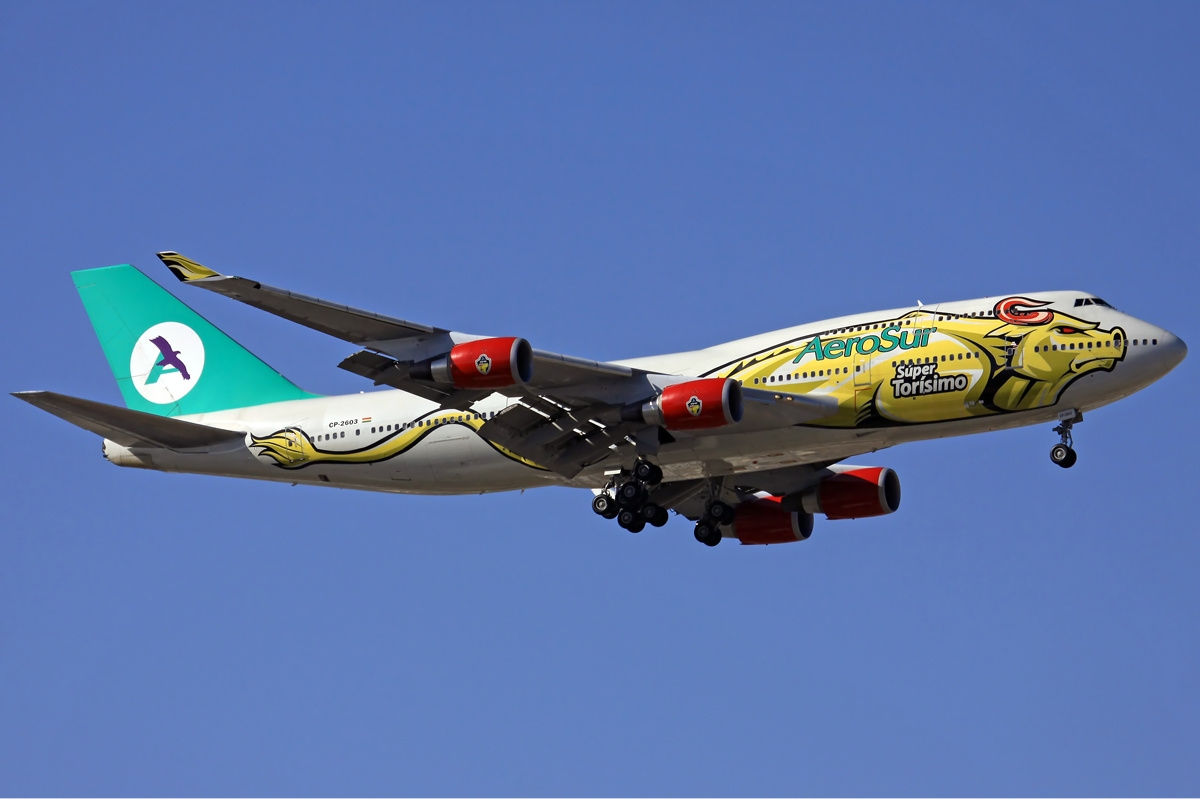
아에로수르의 보잉 747-400
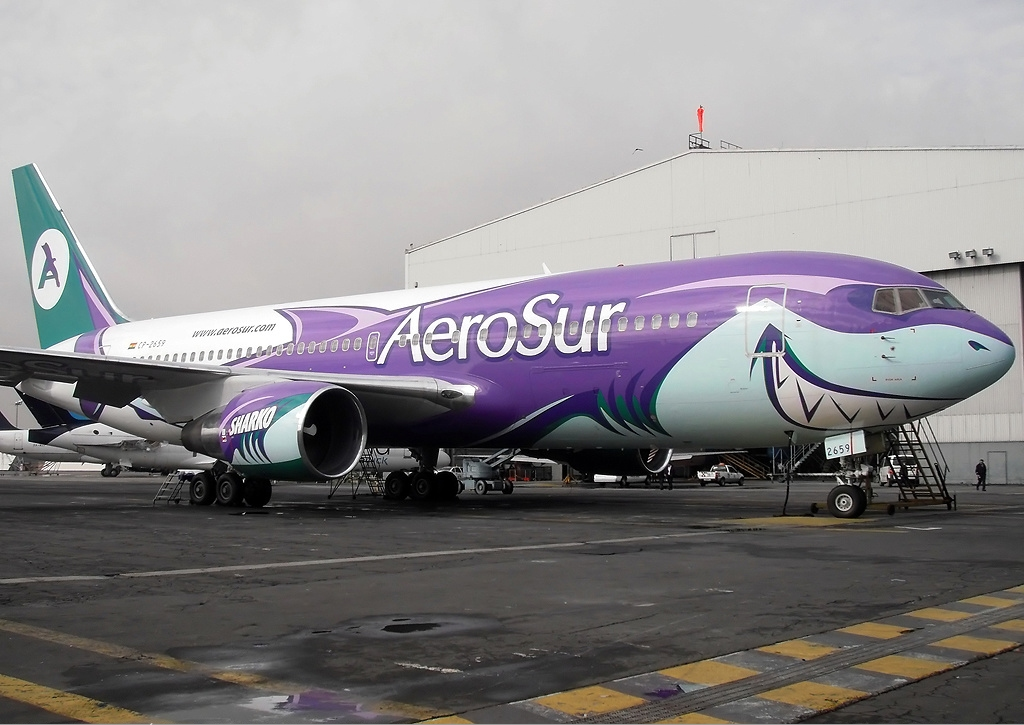
아에로수르의 보잉 767-200ER